# تپه کت یری خواجه ملک
تپه کت یری خواجه ملک مربوط به سده‌های متاخر دوران‌های تاریخی پس از اسلام است و در شهرستان ورزقان، بخش مرکزی، دهستان جوشین، ۱/۵ کیلومتری غرب روستای ینگجه واقع شده و این اثر در تاریخ ۲۷ اسفند ۱۳۸۷ با شمارهٔ ثبت ۲۶۴۰۹ به‌عنوان یکی از آثار ملی ایران به ثبت رسیده است.